# Hairpins
Hairpins è un film muto del 1920 diretto da Fred Niblo che, all'epoca delle riprese, era sposato con la protagonista, l'attrice Enid Bennett.

## Trama
Muriel Rossmore, sposata da tempo con Rex, comincia a trascurare il suo aspetto prestando molta più attenzione ai compiti casalinghi. Il marito, allora, inizia una relazione con la giovane e affascinante segretaria. Muriel, messa davanti al tradimento del marito, pensa al suicidio. Guardandosi allo specchio, però, decide che esiste un'altra soluzione: quella di curare la sua bellezza e la sua eleganza.
Trasformata, Muriel si lancia a capofitto nella turbinosa vita sociale, attirando le attenzioni di Hal Gordon, un noto playboy. Rex, messo in allarme dalla popolarità della moglie, si rende conto dell'importanza di Muriel nella sua vita. Tronca la relazione con la segretaria e si riconcilia con la moglie.

## Produzione
Il film fu prodotto dalla Thomas H. Ince Corporation.

## Distribuzione
Distribuito dalla Paramount-Artcraft Pictures, il film - presentato da Thomas H. Ince - uscì nelle sale cinematografiche statunitensi il 1º aprile 1920 con una prima tenuta a New York. Nel Regno Unito, uscì il 22 dicembre 1921; in Finlandia, il 25 febbraio 1923.